# Fernando Enríquez de Ribera le jeune
Fernando Enríquez de Ribera est un militaire espagnol du XVIIe siècle au service de Philippe IV d'Espagne.
Il était fils de Fernando Enríquez de Ribera et Beatriz de Moura et frère d'Ana Girón Enríquez de Ribera (épouse de Pedro Fajardo de Zúñiga y Requesens) et Fernando Afán de Ribera y Téllez-Girón. 
Il a commandé un tercio d'infanterie en Lombardie. Il a accompagné son beau-frère Pedro Fajardo de Zúñiga y Requesens, dans la campagne de 1640-1641 de la Guerre des faucheurs, où il a dirigé un tercio en tant que colonel. Il a participé aux batailles du col de Balaguer, de Cambrils, de Martorell et de Montjuïc.